# Trilobal
La Trilobal est une fibre synthétique, la plupart du temps à base de polyester ou de Nylon, tirant son nom de la forme non circulaire de sa section transversale, qui présente trois lobes.

## Historique et propriétés
Cette forme particulière, mise au point et commercialisée par DuPont aux États-Unis dans les années 1980, a été la première tentative pour s'écarter des fibres à section circulaire classique. Le but poursuivi était l'augmentation de la brillance des fils et des tissus qui l'utilisent,. Des études expérimentales ont montré que leur éclat apparent pouvait être jusqu'à 38% plus élevé qu'une fibre de section circulaire de même composition chimique et de mêmes propriétés de surface.
Les fibres trilobales de polyester sont en outre plus souples que les fibres circulaires, ce qui conduit à des tissus plus facilement drapables.
Des versions en Nylon sont produites sous les noms commerciaux Antron™, Enkaloft™ ou Ultron™, et utilisées dans l'industrie des tapis pour leur brillance et la capacité — que leur confère leur géométrie particulière — à conserver et à cacher les poussières jusqu'à l'étape de nettoyage. Pour améliorer leur résistance, on les frise généralement.
La Trilobal est utilisée notamment pour des vêtements de travail, des tapis, des tissus d'intérieur automobiles.
Sur le même principe il existe des fibres pentalobales, hexalobales, octolobales, qui permettent différentes nuances de couverture, d'opacité, de drainage, de confort et de douceur. Elles peuvent être fabriquées sous des formes creuses, ce qui conduit à des fibres légères, avec des pouvoirs isolants et bourrants élevés.

## Méthode de production
Pour sa production, la filière par laquelle s'écoule le polymère fondu conditionne par sa géométrie adaptée la forme trilobée de la fibre : trois orifices rectangulaires — d'une longueur typique de 0,20 à 0,45 mm, de largeur comprise entre 0,06 et 0,14 mm et d'élancement (ratio longueur sur largeur) compris entre 2 et 4 — orientés à 120° les uns des autres et se confondant à l'une de leurs extrémités.